# Педріньйо (футболіст, 2002)
Педро Енріке Азеведо Перейра (порт. Pedro Henrique Azevedo Pereira), відомий як Педріньйо (порт. Pedrinho, нар. 11 липня 2002, Салвадор) — бразильський футболіст, лівий захисник донецького «Шахтаря».

## Ігрова кар'єра
Народився 11 липня 2002 року в Салвадорі. Вихованець футбольної школи місцевої «Віторії». Дорослу футбольну кар'єру розпочав 2021 року в основній команді того ж клубу, в якій попри зовсім юний вік взяв участь у 33 матчах різних турнірів. Був визнаний найталановитішим молодим гравцем Ліги Баїяно.
У вересні 2021 року перейшов до «Атлетіку Паранаенсе», представника бразильської Серії A. Спочатку був дублером досвідченішого Абнера Вінісіуса, а після переходу останнього до іспанського «Бетіса» на початку 2023 року став оснвновним лівим захисником  команди з Куритиби. У такому статусі допоміг їй виграти Лігу Паранаенсе сезону 2023.
У липні 2023 року гравець, якому незадовго до того виповнився 21 рік, уклав п'ятирічний контракт із донецьким «Шахтарем». 

## Статистика виступів

### Статистика клубних виступів
Станом на 29 травня 2023
| Сезон                           | Команда                         | Чемпіонат                       | Чемпіонат | Чемпіонат | Національний кубок | Національний кубок | Національний кубок | Континентальні кубки | Континентальні кубки | Континентальні кубки | Інші змагання | Інші змагання | Інші змагання | Усього | Усього | Усього |
| Сезон                           | Команда                         | Ліга                            | Ігор      | Голів     | Ліга               | Ігор               | Голів              | Ліга                 | Ігор                 | Голів                | Ліга          | Ігор          | Голів         | Ігор   | Голів  |        |
| ------------------------------- | ------------------------------- | ------------------------------- | --------- | --------- | ------------------ | ------------------ | ------------------ | -------------------- | -------------------- | -------------------- | ------------- | ------------- | ------------- | ------ | ------ | ------ |
| 2020                            | «Віторія» (Салвадор)            | ЛБ+B                            | 0+1       | 0         | КБ                 | 0                  | 0                  |                      | -                    | -                    |               | -             | -             | 1      | 0      |        |
| 2021                            | «Віторія» (Салвадор)            | ЛБ+B                            | 5+14      | 0         | КБ                 | 5                  | 0                  |                      | -                    | -                    | КН            | 9             | 0             | 33     | 0      |        |
| Усього за «Віторію» (Салвадор)  | Усього за «Віторію» (Салвадор)  | Усього за «Віторію» (Салвадор)  | 20        | 0         |                    | 5                  | 0                  |                      | -                    | -                    |               | 9             | 0             | 34     | 0      |        |
| 2021                            | «Атлетіку Паранаенсе»           | ЛП+A                            | 0+11      | 0         | КБ                 | 0                  | 0                  | ПАК                  | 0                    | 0                    |               | -             | -             | 11     | 0      |        |
| 2022                            | «Атлетіку Паранаенсе»           | ЛП+A                            | 10+21     | 0         | КБ                 | 4                  | 0                  | КЛ                   | 2                    | 0                    | РПА           | 0             | 0             | 37     | 0      |        |
| січ.-трав. 2023                 | «Атлетіку Паранаенсе»           | ЛП+A                            | 13+4      | 0         | КБ                 | 2                  | 0                  | КЛ                   | 3                    | 0                    |               | -             | -             | 22     | 0      |        |
| Усього за «Атлетіку Паранаенсе» | Усього за «Атлетіку Паранаенсе» | Усього за «Атлетіку Паранаенсе» | 59        | 0         |                    | 6                  | 0                  |                      | 5                    | 0                    |               | -             | -             | 70     | 0      |        |
| Усього за кар'єру               | Усього за кар'єру               | Усього за кар'єру               | 79        | 0         |                    | 11                 | 0                  |                      | 5                    | 0                    |               | 9             | 0             | 104    | 0      |        |

## Титули та досягнення
«Шахтар»
- Чемпіон України: 2023/24
- Володар Кубка України: 2023/24, 2024/25